# اسلام‌آباد جلین
اسلام‌آباد جلین، روستایی است از توابع بخش مرکزی شهرستان گرگان در استان گلستان ایران.

## جمعیت
این روستا در دهستان استرآباد جنوبی قرار داشته و براساس سرشماری سال ۱۳۸۵ جمعیت آن ۱٬۲۸۸ نفر (۲۷۸ خانوار) بوده است.